# Tekisch (Choresmien)
Ala ad-Dunya wa-d-Din Abu l-Muzaffar Tekisch ibn Il-Arslan (علاء الدنيا والدين ابو المظفر تكش بن ال ارسلان, DMG ʿAlāʾ ad-Dunyā wa-’d-Dīn Abu ’l-Muẓaffar Tekiš b. Il-Arslan; * 12. Jahrhundert; † 4. Juli 1200 im Iran) aus der Dynastie der Anuschteginiden herrschte zwischen 1172 und 1200 als Choresm-Schah über Choresmien, Chorasan und (weitere) Teile des Irans und Zentralasiens.

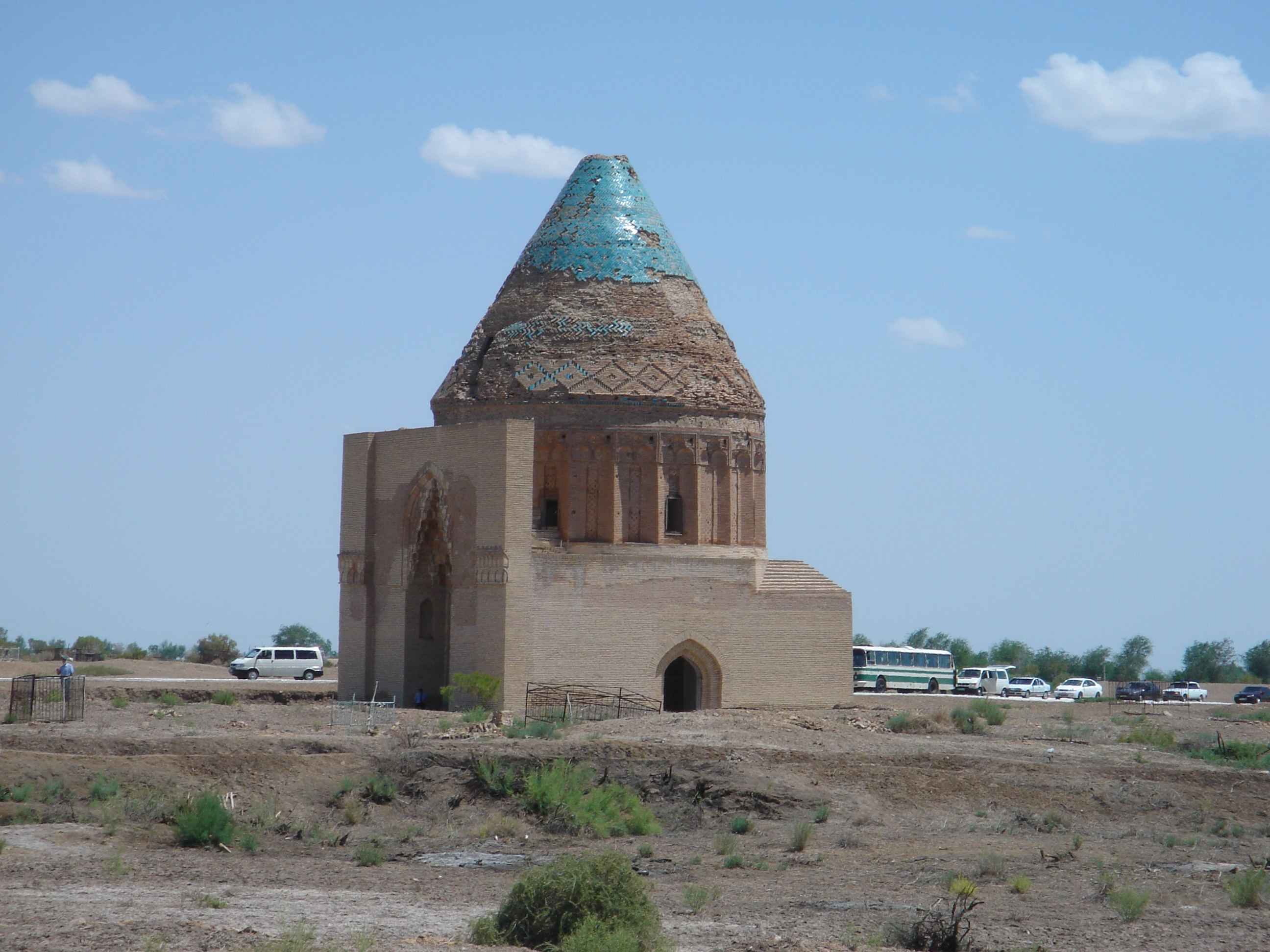
Das Mausoleum Tekischs in Gurgandsch.

Der türkische Name Tekisch bedeutet so viel wie „der, der in der Schlacht zuschlägt“. Tekischs Herrschertitel war der eines Sultans, die übliche Anrede lautete ḫudāvand-i ʿālam („Herr der Welt“). Weitere, teils panegyrische Ehrennamen (alqāb) waren pādišāh-i banī Ādam („Herrscher der Menschen“), sayyid mulūk aš-šarq wa-’l-ġarb („Herr der Könige von Ost und West“), šahriyār-i Īrān va Tūrān („König von Iran und Turan“).
Tekisch war der älteste Sohn des Choresm-Schahs Il-Arslan, unter dem die Anuschteginiden von Regionalfürsten zu Sultanen aufgestiegen waren. Tekisch diente unter seinem Vater als Gouverneur in Dschand. Als sein Vater 1172 starb, erhoben er und sein Bruder Sultan-Schah Anspruch auf die Nachfolge und Sultan-Schah gelangte mit Hilfe seiner Mutter auf den Thron. Tekisch selbst marschierte mit Hilfe der Kara Kitai, unter deren Oberhoheit Choresmien stand, in die Hauptstadt Gurgandsch und verjagte seinen Bruder. Dieser floh und etablierte sich schließlich als unabhängiger Herrscher in Chorasan, wobei er noch jahrelang versuchen sollte, Tekisch mit Hilfe anderer Mächte zu stürzen.
Schon in seinem ersten Jahr forderte Tekisch die Kara-Kitai heraus, indem er deren hohen Tributforderungen nicht nachkam. So drang der Kara-Kitai-Herrscher Fu-ma in Choresmien ein, um Tekisch gegen dessen Bruder auszutauschen, doch schlug Tekisch ihn zurück. Im nächsten Jahr ging Tekisch selbst in die Offensive und nahm den Kara-Kitai kurzzeitig Buchara ab. 1174 versuchte Sultan-Schah mit Hilfe des Herrschers von Nischapur, seinen Bruder zu schlagen, doch besiegte Tekisch das Heer aus Chorasan und konnte wenig später Sultan-Schahs Mutter gefangen nehmen und töten. Sultan-Schah selbst stellte noch bis zu seinem Tod 1193 eine Gefahr da, weil er Marw, Sarachs und Tūs unter seiner Herrschaft hatte.
Tekisch richtete sein Augenmerk auch nach Norden. Am Syrdarja wollte er türkischen Stämme wie die Kiptschaken als Verbündete gewinnen und Handelsbeziehungen ausbauen. Er konnte viele türkische Männer für seine militärischen Vorhaben im Süden mobilisieren, was er auch seiner Ehefrau Terken-Chatun verdankte, die eine Kiptschakenprinzessin war. Mit diesen Männern konnte er 1182 Buchara erobern. Seit dem Sieg über die Kara-Kitai nannte er sich nun Sultan. Später konnte er mit der Einnahme von Nischapur im Frühjahr 1187 das westliche Chorasan und dann Māzandarān unter seine Kontrolle bringen.
Außer mit den Kara-Kitai und seinem Bruder musste sich Tekisch auch mit den Ghuriden im heutigen Afghanistan auseinandersetzen. Diese wollten ihre Herrschaft ebenfalls über Chorasan ausdehnen und konkurrierten so mit Tekisch um die Vorherrschaft in der Region. Gegen die Ghuriden erhielt Tekisch Hilfe vom Kalifen an-Nāsir li-Dīn Allāh aus Bagdad. 1194 musste Tekisch dann wohl oder übel die Kara-Kitai gegen die Ghuriden zu Hilfe rufen. Erst sein Sohn sollte Jahre später das Ghuriden-Reich zerschlagen.
In den letzten Jahren seiner Herrschaft erlebte Tekisch den finalen Niedergang der Seldschuken in Westiran. Die letzten Seldschukensultane standen unter der Kontrolle von Atabegs (siehe Atabegs von Aserbaidschan) und das abbasidische Kalifat unter an-Nāsir wuchs zum Konkurrenten um die Herrschaft des irakischen Teils des Seldschukenreiches. Tekisch selbst versuchte davon zu profitieren und den Seldschuken Gebiete zu entreißen. 1192 wurde er vom Emir der Stadt Rey zu Hilfe gerufen. Seine Abwesenheit in Choresmien nutzte Sultan-Schah aus, um gemeinsam mit den Bawandiden aus Mazandaran und dem Seldschukensultan Toghril III. gegen Tekisch mobil zu machen. Doch abermals musste er sich Tekisch geschlagen geben, der Sarachs, Mazandaran, Bistam sowie Damghan einnahm und Astarabad verwüstete.
Zurück im westlichen Iran beendete Tekisch im März 1194 mit einem Sieg über Toghril III. die Dynastie der Großseldschuken und wurde Herr über weite Teile des Irans von Choresmien bis Hamadan. Seine neue Stärke brachte ihn nun aber in Konflikt mit dem Kalifen an-Nāsir. Unter diesem war das Abbasidenkalifat nämlich endgültig auch zu weltlicher Stärke zurückgekehrt. Deswegen hatte er Tekisch zunächst gegen seinen direkten Konkurrenten, den Seldschukensultan, gerufen. Nun unterstützte an-Nāsir die Ghuriden, die ab 1198 gegen Tekisch zogen und anfangs einige Erfolge erzielten. Doch Tekisch gewann schnell wieder die Oberhand, sodass sich an-Nāsir 1199 gezwungen sah, ihn als Sultan des persischen Iraks, Chorasans und Turkistans anzuerkennen. Der Konflikt zwischen dem Kalifen und den Choresm-Schahs sollte seinen Höhepunkt unter Tekischs Sohn Muhammad erreichen.
Im Jahre 1200 starb Tekisch an einem Peritonsillarabszess und wurde von seinem zweitältesten Sohn Muhammad II. beerbt. Trotz der Warnung seiner Ärzte war Tekisch 1200 noch einmal erkrankt zu einem Feldzug aufgebrochen. Tekisch wurde in einem Mausoleum in Gurgandsch beigesetzt.
Tekisch konnte gegen alle Gefahren bestehen und hinterließ ein geordnetes und gut organisiertes Reich. Sein Nachfolger führte das Reich zum Höhepunkt, ehe es im Mongolensturm zusammenbrach. Tekisch galt als talentierter, gebildeter, fähiger Herrscher und Poet, der von bekannten Literaten seiner Zeit gelobt wurde. Dazu zählten Aufi, Saifi Nischapuri, Kamal ad-Din Isfahani und Raschīd ad-Dīn Watwāt, der es sich trotz seines hohen Alters nicht nehmen ließ, den Sultan auf einer Trage zu sehen und ihm ein rubāʿī und andere Werke zu widmen. Watwāt verweilte bis zu seinem Tod am Gurgandscher Hof.